# Việt Minh

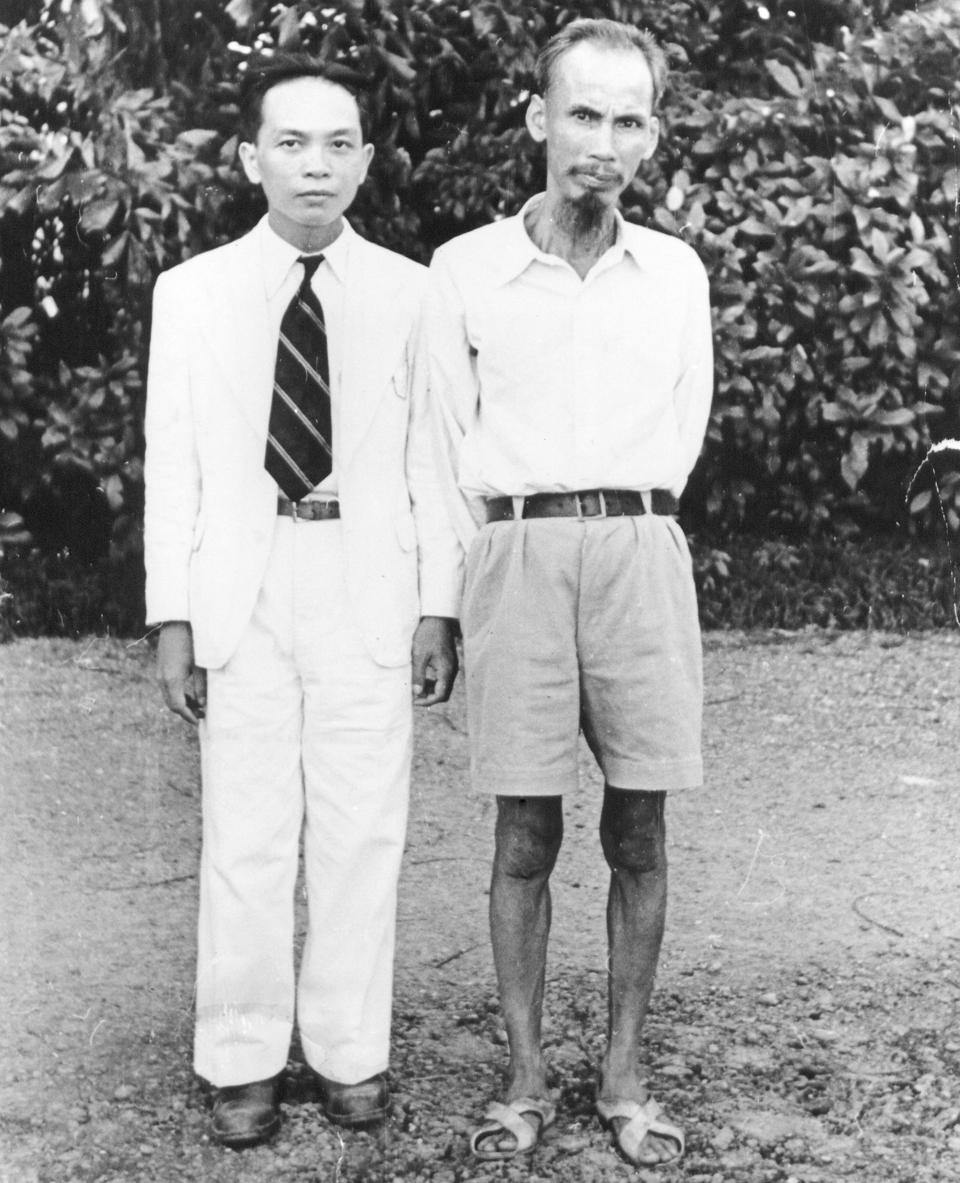
Võ Nguyên Giáp et Hô Chi Minh.

Le Việt Minh, également orthographié Viet-Minh, Viêt-Minh ou Vietminh (contraction de Việt Nam độc lập đồng minh, en chữ Nôm 越南獨立同盟, traduit en français Ligue pour l'indépendance du Viêt Nam ou Front pour l'indépendance du Viêt Nam), est une organisation politique et paramilitaire vietnamienne, créée en 1941 par le Parti communiste vietnamien. Par extension, Viet désigne en français un membre du Viet Minh.
Le Viêt Minh se présente comme un front commun regroupant des nationalistes de toutes obédiences, visant à lutter pour l'unité et l'indépendance du Viêt Nam. Ce dernier est alors sous contrôle français et composé de deux protectorats (le Tonkin au nord, l'Annam au centre) et d'une colonie (la Cochinchine au sud). En pratique, la direction du Viêt Minh est toujours nettement dominée par les communistes, dont le principal dirigeant est Hô Chi Minh. L'Armée populaire vietnamienne est créée par Võ Nguyên Giáp en tant que branche armée du Viêt Minh. La ligue est officiellement rebaptisée en 1951, mais le nom de Viêt Minh demeura d'usage jusqu'à la fin de la guerre d'Indochine pour désigner les indépendantistes et leurs forces armées.

## Création
Le Parti communiste indochinois (PCI) est créé en 1930 à Hong Kong au croisement des réseaux de la branche orientale du Komintern et de ceux du Parti communiste chinois.
En septembre 1940, l'empire du Japon envahit l'Indochine française, dont il fait une base arrière pour ses troupes durant tout le reste de la Seconde Guerre mondiale. La puissance coloniale française paraît en position de faiblesse. Nguyên Ai Quôc, qui n'est pas encore Hô Chi Minh, rentre au Viêt Nam pour poursuivre la lutte indépendantiste. À la suite d'une décision du huitième plénum du parti communiste indochinois, le 19 mai 1941, jour de l'anniversaire d'Hô Chi Minh, est officiellement créé le Việt Minh. Ce nom, repris d'un mouvement de 1936 soutenu par le Kuomintang, permet au PCI d'afficher une idéologie nationaliste anti japonaise et ainsi reconstituer ses effectifs décimés par les arrestations pratiquées à la suite de l’insurrection avortée de novembre 1940.
Jusqu'en 1945, le Việt Minh s'organise autour d'une double contestation de la colonisation française et de l'occupation japonaise, mais sans encore recourir à la violence, eu égard à son manque de moyens. En décembre 1944, Võ Nguyên Giáp crée la « Brigade de Propagande Armée », ancêtre de l'Armée populaire vietnamienne. Elle étend son contrôle sur les régions isolées du pays en profitant de l'affaiblissement des Français.

## Prise de contrôle du Viêt Nam en août 1945

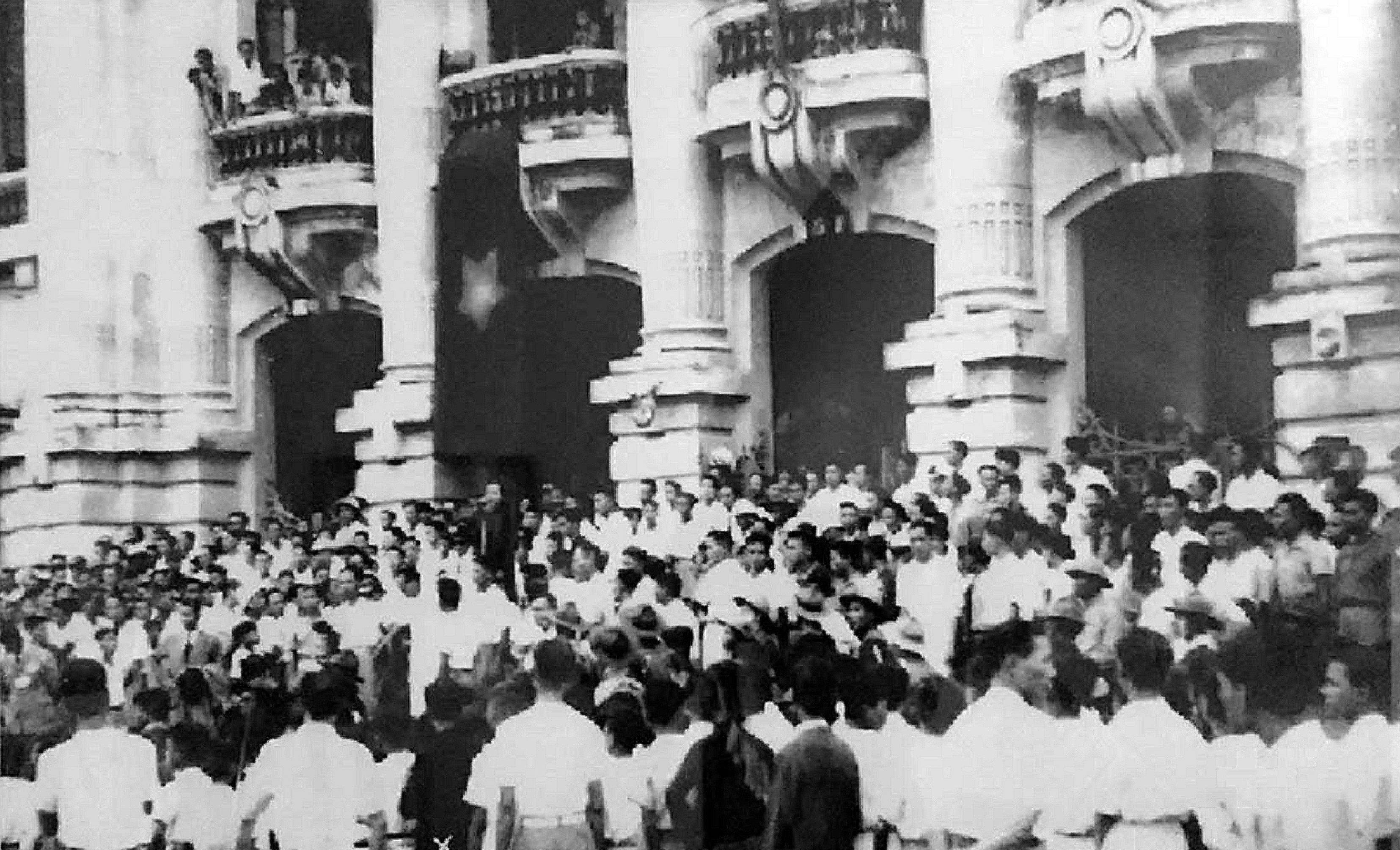
Rencontre au Grand Opéra de Hanoï le 17 août 1945.

En mars 1945, les Japonais, craignant une incursion des Alliés en Indochine française, réalisent un coup de force contre les Français, détruisant dans les faits l'administration coloniale. Le Việt Minh, aidé rapidement par les services secrets américains, se prépare à passer à l'action contre l'occupation japonaise.
Le 13 août, alors que les Japonais sont en pleine déroute sur le front Pacifique, le Việt Minh lance une insurrection dans l'ensemble du pays. Le 19 août, c'est aux indépendantistes vietnamiens que les troupes japonaises en Indochine française présentent leur reddition. Au cours de la révolution d'Août, les hommes de Hô Chi Minh étendent leur contrôle sur le nord et, de manière plus relative, le sud du pays. Le 2 septembre 1945, sur la Place Ba Dinh à Hanoi, Hô Chi Minh proclame l'indépendance de la République démocratique du Viêt Nam (RDVN). Le major Archimedes Patti du Détachement 101 de l'OSS se tient à ce moment à côté de Võ Nguyên Giáp. Auparavant, il a aidé Hô Chi Minh à rédiger la déclaration d'indépendance du Viêt Nam, en évoquant celle des États-Unis dans l'ordre des libertés en préambule. Dans le courant des mois d'août et septembre, le Việt Minh commence à réprimer les autres forces politiques vietnamiennes, suscitant également des émeutes raciales contre les Français.

## Réorganisation du mouvement communiste vietnamien
Après la révolution d'août, le Viêt Minh doit composer avec les autres mouvements nationalistes vietnamiens. Le VNQDĐ (Việt Nam Quốc Dân Đảng), proche des nationalistes chinois du Kuomintang, s'oppose nettement au Parti communiste indochinois (PCI). Hô Chi Minh cherche à mettre en avant son engagement nationaliste, occultant son appartenance au mouvement communiste, afin de conserver l'appui des pays asiatiques non-communistes et celui des États-Unis, opposés au colonialisme.
La RDVN se trouve en outre isolée sur le plan diplomatique, alors que les Français reviennent au sud du pays à partir de septembre 1945, et que les troupes de la République de Chine investissent le Tonkin, l'occupant jusqu'en mars 1946. Le gouvernement du Viêt Minh bénéficie d'une certaine sympathie de la part des représentants américains après la Seconde Guerre mondiale mais ne peut encore espérer de franc soutien de la part de l'URSS ni du Parti communiste français, du fait de l'équilibre politique en Europe,. En Chine, le Parti communiste chinois n'a pas encore remporté la victoire face au Kuomintang et ne peut apporter de soutien tangible aux communistes vietnamiens.
Dans un entretien à Moscou avec le général Georges Catroux en janvier 1947, lors de la bataille de Hanoi, Viatcheslav Molotov déclare « qu’il espérait que la France et le Viêt Nam pourraient réaliser un accord satisfaisant pour les deux parties », sans réinstaurer « un régime de domination coloniale ».
Le 8 novembre 1945, Nguyen Hai Than, chef du parti Dong Minh Hoi, réclame la démission immédiate du président, la dissolution de son gouvernement, la fin de « la dictature d’un seul parti » et la création d’un nouveau gouvernement. Cet ultimatum est soutenu par le général Lou Han, chef des troupes chinoises Viêt Nam, avant son retour à Kunming, venu avec son armée pour désarmer les forces japonaises au Nord du 17e parallèle. Nguyen Hai Than aurait déclaré aux Chinois qu’il déclinait toute responsabilité en cas d’incident entre le Viet Minh et les non-communistes, si l’ultimatum était repoussé par Ho Chi Minh. Trois jours plus tard, à la suite de réunions secrètes, le PCI prend de court ses adversaires en annonçant son autodissolution. Hô Chi Minh conserve néanmoins le contrôle du Viet Minh, paravent sous lequel le PCI continue d'exister officieusement. Võ Nguyên Giáp réalisera dès 1946 des purges sanglantes contre les nationalistes non-communistes et le reste de la classe politique vietnamienne. Lors de son séjour en France en 1946, Ho Chi Minh en profite pour rencontrer des responsables communistes occidentaux et leur expliquer sa démarche.

## Déclenchement de la guerre d'Indochine

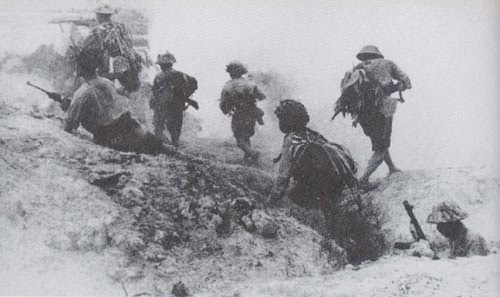
Combattants du Việt Minh en 1954.

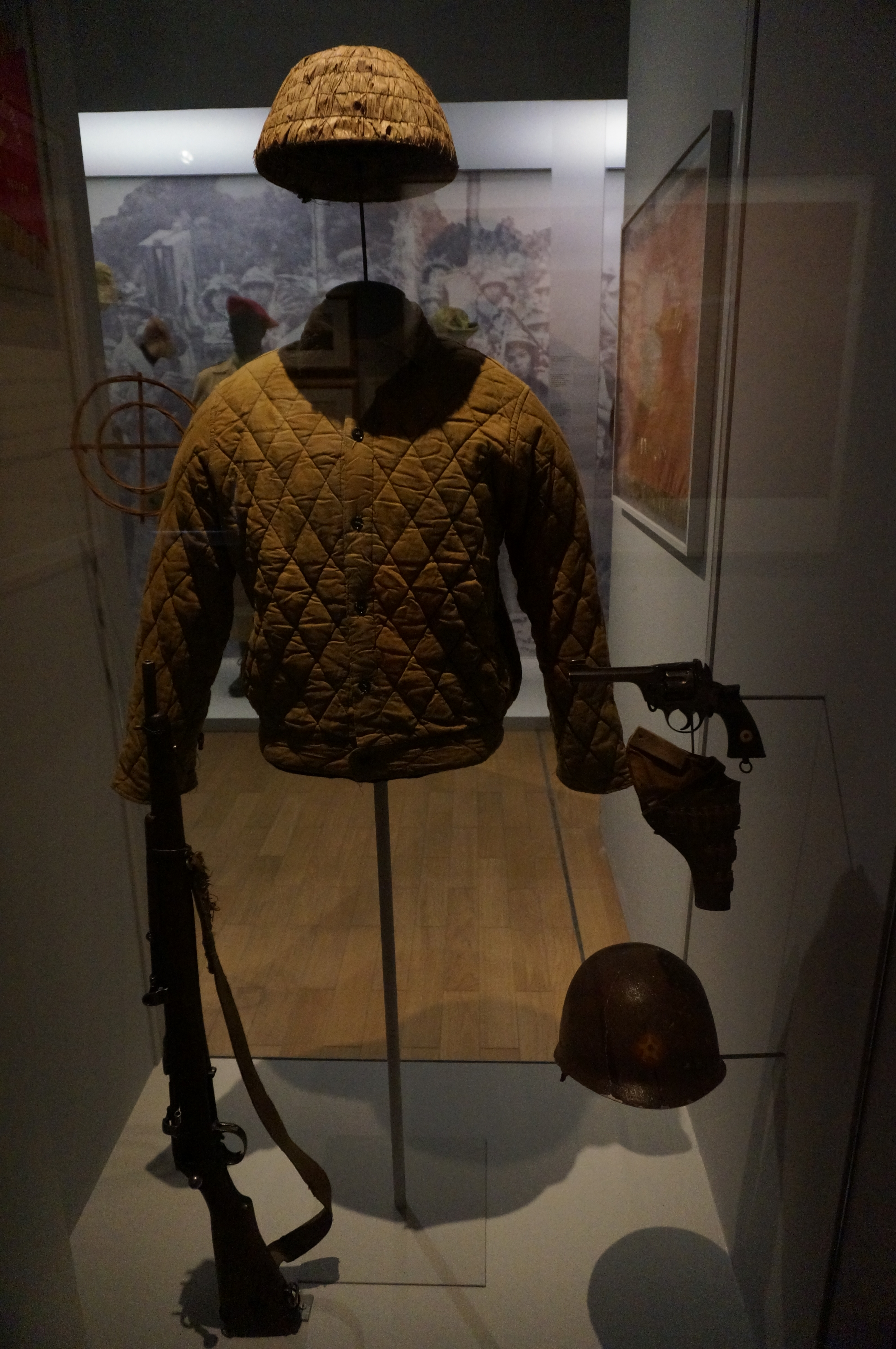
Uniforme du Viet Minh entre 1950 et 54.

De septembre 1945 à décembre 1946, le Viêt Minh dirige le gouvernement vietnamien. Des négociations ont lieu avec la France pour définir une intégration du Viêt Nam indépendant dans la nouvelle Union française. En parallèle, et dès septembre 1945, le Viêt Minh mène au sud des actions de guérilla contre les troupes françaises. Fin septembre, des éléments Viêt Minh mènent pendant plusieurs jours des actions antifrançaises à Saïgon, massacrant des Blancs et des métis Eurasiens. La ligue est organisée en « hiérarchies parallèles », distinguant « zones occupées », « zones libérées » et « zones contestées », étendant ses ramifications dans tout le pays.  Nguyen Ngoc Bich est Commandant en seconde de la Zone Militaire 9 qui se trouve dans la Cochinchine. Les rafles et les arrestations permettent au Viêt Minh de faire place nette dans la classe politique vietnamienne : à la fin 1946, il ne reste que 291 députés sur 444 de l'assemblée provisoire, dont deux membres neutres, rescapés de l'ancienne opposition. Les accords Hô-Sainteny semblent permettre une reconnaissance par la France du gouvernement Viêt Minh, mais la déclaration d'indépendance de la Cochinchine, et l'échec de la conférence de Fontainebleau entraînent en décembre 1946 la reprise du conflit armé, désormais connu sous le nom de guerre d'Indochine.

## Avatars du mouvement Viêt Minh
Entretemps, en 1951, le Việt Minh est officiellement fondu au sein du Liên Viêt (Front national uni du Viêt Nam), la coalition fondée cinq ans plus tôt par Hô Chi Minh afin d'attirer des nationalistes soutenant la RDV. Le poids politique du Liên Viet est bien moindre que celui du Việt Minh, car le Parti communiste indochinois, qui s'était dissous dans le Việt Minh en 1945 pour renforcer celui-ci, est recréé en 1951 sous la forme de trois partis communistes (vietnamien, laotien et cambodgien). Concrètement, c'est maintenant le nouveau Parti des travailleurs du Viêt Nam (Đảng lao động Việt Nam), ou Lao Dong, qui exerce le pouvoir. La direction du Lao Dong et celle de l'Armée populaire vietnamienne sont les mêmes que celles de l'ancien Việt Minh. En reprenant clairement les couleurs communistes, les indépendantistes vietnamiens s'assurent le soutien de la République populaire de Chine et de l'Union soviétique, tandis que l'usage du paravent Liên Viêt vise à rassurer les indépendantistes non-communistes. Le nom Viêt Minh demeure cependant en usage jusqu'à la fin de la guerre d'Indochine.

## Après la guerre d'Indochine
La guerre d'Indochine se termine par les accords de Genève en 1954, et par la reconnaissance par la France de la République Démocratique du Viêt Nam au nord du 17e parallèle. Se développe alors dès 1955 un nouveau mouvement, le Front national de libération du Sud Viêt Nam (ou Việt Cộng), comptant un certain nombre d'anciens cadres Viêt Minh. Le Việt Cộng s'oppose alors au régime de la République du Viêt Nam avant d'affronter les États-Unis lors de la guerre du Viêt Nam.